# Neudingen
Neudingen és una pedania de la ciutat alemanya Donaueschingen amb uns 700 habitants, situada al districte administratiu de Schwarzwald-Baar-Kreis de l'estat federal de Baden-Württemberg.

## Blasó
L'escut que representa Neudingen té una creu blanca sobre fons negre que està flotant sobre un cel amb núvols blancs. El fons de núvols és el mateix emprat en l'escut de la família Fürstenberg.

## Entorn natural

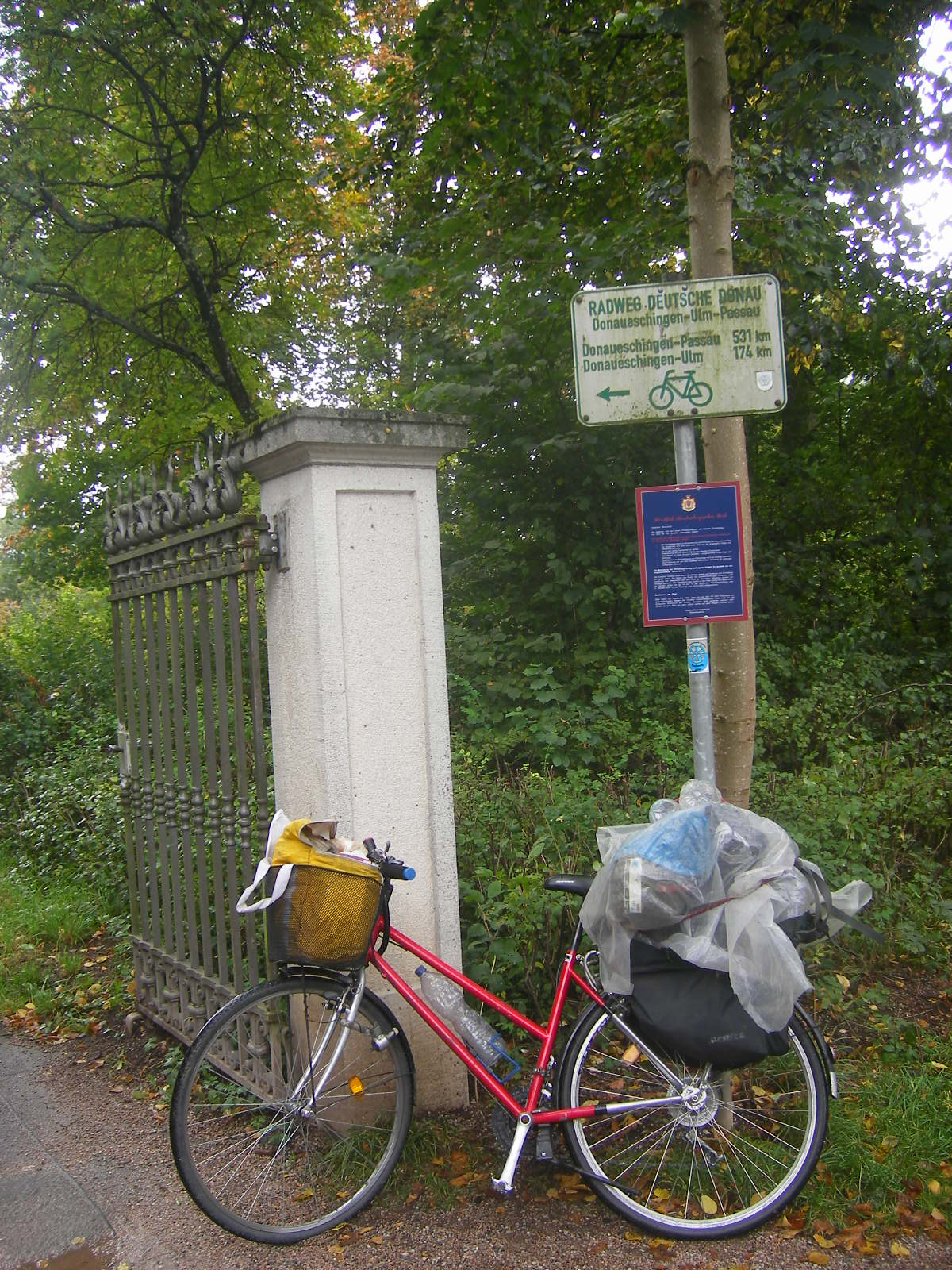
Inici de la ruta ciclista a la vora del Danubi

Neudingen forma part d'un entorn natural conegut amb el nom de "Baar", que en gran part es manté intacte de l'acció humana. Pel que fa a la part urbanitzada, cal dir que és la població més al sud d'Alemanya, a la vora del Danubi.

## Zona urbanitzada
La població de Neudingen està repartida en dues zones o barriades: el Gnadental i el Mariahof, amb un total d'uns 700 habitants.

## Història
S'han trobat restes arqueològiques que indiquen que aquest indret va estar habitat fa 5000 anys. També s'han trobat antigues eines i tombes pertanyents a alguna tribu d'alamans. L'any 870 apareix esmentat en un document del monestir de sant Gall, amb el nom de Nidinga. Més tard, en altres documents apareix escrit com Neidingen fins que va evolucionar al nom actual.
El 13 de gener de l'any 888 es trobava a Neudingen el gruix de la cort reial doncs aquí hi havia un castell conegut amb el nom de Pfalz (Palau), quan de sobte l'emperador Carles III el Gras de 49 anys va morir i aquest ha estat l'únic esdeveniment destacable en la història d'aquest indret.
El 949 el lloc va ser regalat al monestir de Reichenau. Des de l'any 1108 una família noble n'estava al càrrec de l'administració, a començaments del segle xiii aquesta família van ser els comtes de Furstenberg.
A partir d'aquí, es va edificar el Castell de Fürstenberg. El 1503 una part de la propietat va ser venuda per a edificar Mariahof on abans hi havia hagut una capella, la qual surt esmentada el 1274 com "Capella dicta súper curiam" en el document de segregació de l'església parroquial de Neudingen.
Posteriorment, el monestir va ser habitat per les beguines de Neudingen. El convent es trobava sota els dominics de Rottweil. El 1337 el monestir va ser triat com a lloc funerari dels Fürstenberg. Durant la Reforma Protestant, el monestir va ser abandonat el 1562 o 1584, però es va ocupar de nou fins que es va secularitzar el 1802 i l'església va ser destruïda pel foc. Llavors els Fürstenberg van construir-hi una nova església el 1852.
L'any 1806 Neudingen va ser inclòs dins l'estat sobirà de Baden. El 1939 una nova organització administrativa va fer que Neudingen quedés assimilat dins la ciutat de Donaueschingen el 1939, fins que el gener del 1975 una nova reforma la va situar en el districte administratiu anomenat Schwarzwald-Baar-Kreis que pertany a l'estat federal de Baden-Württemberg.

## Edificis destacats
A Neutingen està la capella on hi ha la cripta funerària dels Fürstenberg, una família de la noblesa alemanya amb possessions a la Selva Negra, al llac de Constança, a la Jura de Suàbia i a Bohèmia. L'església va ser construïda el 1850 en el lloc on una vegada va estar el Pfalz (castell-palau) imperial i més tard un monestir dedicat Maria. Dels dos primers edificis res no s'ha conservat després que un incendi els destruís.

## Associacions culturals
- Club de Ciclisme "Germania Neudingen"
- grup de teatre "Mundart" en dialecte Alemannic
- grup musical "Musikkapelle Neudingen"

## Infraestructures
L'entorn natural que s'havia conservat intacte, va estar a punt de ser alterat per un projecte del govern el 1940, l'anomenat pla "Doggererz AZ" (1933-1945) que pretenia establir una explotació de mineral de fero a la zona. El projecte va ser finalment cancel·lat doncs es va decidir traslladar-lo a Kehl. L'únic edifici acabat del complex miner a Neudingen va ser un magatzem.
Una línia del ferrocarril de la Selva Negra passa per Neudingen.

## Persones destacades
- Martin Braun (1808–1892), constructor d'orgues molt valorats.